# Siguldas bobsleja un kamaniņu trase

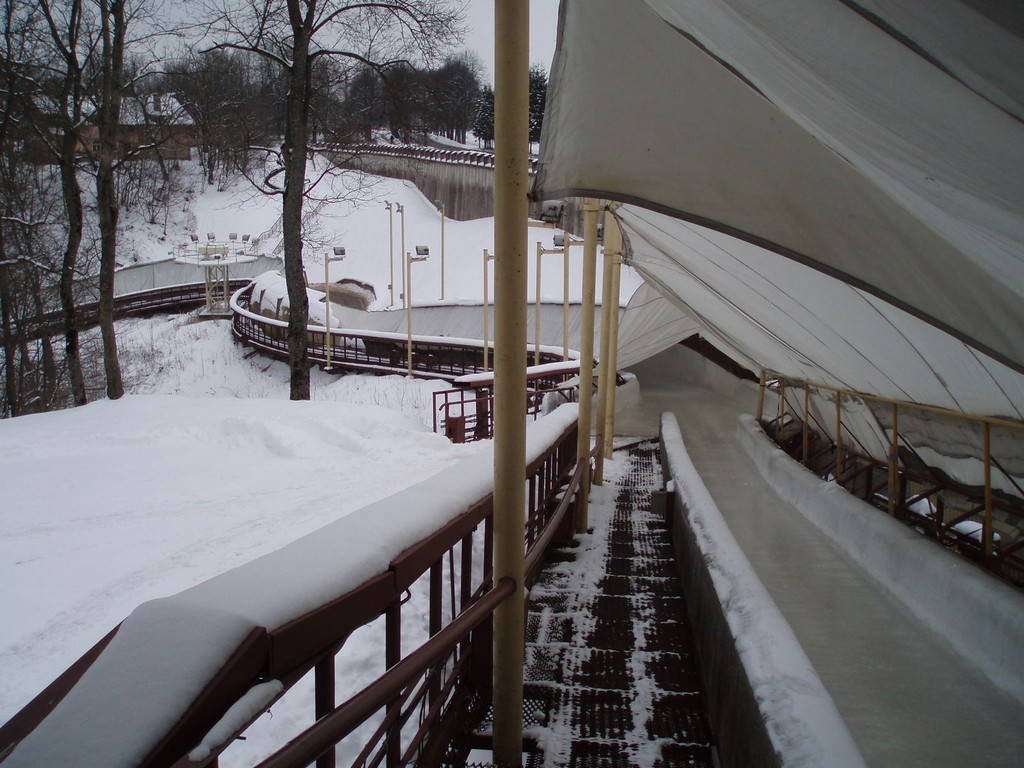
Start van de baan

De Siguldas bobsleja un kamaniņu trase is de bobslee-, rodel- en skeletonbaan van Sigulda. De baan werd geopend in 1986. De huidige beheerder van de baan is Dainis Dukurs, vader van skeletonracers Martins en Tomass Dukurs.

## Statistieken

### Baan
| Sport                        | Lengte (meters) | Bochten |
| ---------------------------- | --------------- | ------- |
| Tweemansbob and skeleton     | 1200            | 16      |
| Rodelen – mannen             | 1200            | 16      |
| Rodelen – vrouwen en dubbels | 988             | 13      |

Hoogteverschil, hellingspercatages en bochtennamen onbekend.

### Baanrecords

#### Rodelen
| Sport   | Record      | Naam                           | Datum            | Tijd (secondes) |
| ------- | ----------- | ------------------------------ | ---------------- | --------------- |
| Mannen  | Startrecord | Johannes Ludwig                | 24 januari 2010  | 4,285           |
| Mannen  | Baanrecord  | Albert Demtsjenko              | 24 januari 2010  | 48,282          |
| Vrouwen | Startrecord | Tatjana Hüfner                 | 15 februari 2008 | 1,799           |
| Vrouwen | Baanrecord  | Tatjana Ivanova                | 23 januari 2010  | 42,679          |
| Dubbels | Startrecord | Patric Leitner Alexander Resch | 6 december 2008  | 1,698           |
| Dubbels | Baanrecord  | Andreas Linger Wolfgang Linger | 23 januari 2010  | 42,172          |

## Grote toernooien
Wereldkampioenschappen rodelen
- 2003, 2015

Europese kampioenschappen rodelen
- 2010, 2014